# Gemylus wainiloka
Gemylus wainiloka là một loài bọ cánh cứng trong họ Cerambycidae.